# César pentru cea mai bună actriță
Aceasta este o listă cu câștigătorii și cu nominalizările Premiului César pentru cea mai bună actriță: 

## Anii 1970
- 1976: Romy Schneider pentru rolul Nadine Chevalier în  L'important c'est d'aimer
  - Isabelle Adjani pentru rolul Adèle Hugo în  L'Histoire d'Adèle H.
  - Catherine Deneuve pentru rolul Nelly Ratabou în  Sălbaticul
  - Delphine Seyrig pentru rolul Anne-Marie Stretter în  India Song

- 1977: Annie Girardot pentru rolul Françoise Gailland în  Docteur Françoise Gailland
  - Isabelle Adjani pentru rolul Laure în  Barocco
  - Miou-Miou pentru rolul Marie în  F comme Fairbanks
  - Romy Schneider pentru rolul Margot Santorini în  Une femme à sa fenêtre

- 1978: Simone Signoret pentru rolul Madame Rosa în  La Vie devant soi
  - Brigitte Fossey pentru rolul Juliette în  Les Enfants du placard
  - Isabelle Huppert pentru rolul Béatrice dite Pomme în  La Dentellière
  - Miou-Miou pentru rolul Juliette în  Dites-lui que je l'aime
  - Delphine Seyrig pentru rolul Julie în  Repérages

- 1979: Romy Schneider pentru rolul Marie în  Une histoire simple
  - Anouk Aimée pentru rolul Jane Romain în  Ultimul revelion
  - Annie Girardot pentru rolul Marie Arnault în  La Clé sur la porte
  - Isabelle Huppert pentru rolul Violette Nozière în  Violette Nozière

## Anii 1980
- 1980: Miou-Miou pentru rolul Marie în  La Dérobade
  - Nastassja Kinski pentru rolul Tess d'Urbeville în  Tess
  - Dominique Laffin pentru rolul Dominique în  La femme qui pleure
  - Romy Schneider pentru rolul Lydia în  Clair de femme

- 1981: Catherine Deneuve pentru rolul Marion Steiner în  Ultimul metrou
  - Nathalie Baye pentru rolul Laurence în  Une semaine de vacances
  - Nicole Garcia pentru rolul Janine Garnier în Unchiul meu din America (Mon oncle d'Amérique)
  - Isabelle Huppert pentru rolul Nelly în  Loulou

- 1982: Isabelle Adjani pentru rolul Anna/Helen în  Possession
  - Fanny Ardant pentru rolul Mathilde Bauchard în  Femeia de alături (La Femme d'à côté)
  - Catherine Deneuve pentru rolul Hélène în  Hôtel des Amériques
  - Isabelle Huppert pentru rolul Rose Marcaillou în  Coup de torchon

- 1983: Nathalie Baye pentru rolul Nicole Danet în  Trădarea (La Balance)
  - Miou-Miou pentru rolul Josépha Manet în  Josepha
  - Romy Schneider pentru rolul Elsa Wiener/Lina Baumstein în  La Passante du Sans-Souci
  - Simone Signoret pentru rolul Madame Baron în  L'Étoile du nord

- 1984: Isabelle Adjani pentru rolul Eliane, dite « Elle » în  L'Été meurtrier
  - Fanny Ardant pentru rolul Barbara Becker în  Vivement dimanche!
  - Nathalie Baye pentru rolul Helène Georges/Patricia Meyrand în  J'ai épousé une ombre
  - Nicole Garcia pentru rolul Marie în  Les Mots pour le dire
  - Miou-Miou pentru rolul Madeleine în  Coup de foudre

- 1985: Sabine Azéma pentru rolul Irène în  Un dimanche à la campagne
  - Jane Birkin pentru rolul Alma în  La Pirate
  - Valérie Kaprisky pentru rolul Ethel în  La Femme publique
  - Julia Migenes pentru rolul Carmen în  Carmen
  - Pascale Ogier pentru rolul Louise în  Les Nuits de la pleine lune

- 1986: Sandrine Bonnaire pentru rolul Mona Bergeron în  Fără acoperiș și fără lege (Sans toit ni loi)
  - Isabelle Adjani pentru rolul Helena în  Subway
  - Juliette Binoche pentru rolul Nina/Anne Larrieux în  Rendez-Vous
  - Nicole Garcia pentru rolul Julia Tombsthay în  Péril en la demeure
  - Charlotte Rampling pentru rolul Barbara Spark în  On ne meurt que deux fois

- 1987: Sabine Azéma pentru rolul Romaine Belcroix în  Mélo
  - Juliette Binoche pentru rolul Anna în  Mauvais Sang
  - Jane Birkin pentru rolul Laura în  La Femme de ma vie
  - Béatrice Dalle pentru rolul Betty în  37°2 le matin
  - Miou-Miou pentru rolul Monique în  Tenue de soirée

- 1988: Anémone pentru rolul Marcelle în  Le Grand Chemin
  - Sandrine Bonnaire pentru rolul Mouchette în  Sous le soleil de Satan
  - Catherine Deneuve pentru rolul Amanda Weber în  Agent trouble
  - Nastassja Kinski pentru rolul Juliette în  Maladie d'amour
  - Jeanne Moreau pentru rolul Sabine, dite "La Major" în  Le Miraculé

- 1989: Isabelle Adjani pentru rolul Camille Claudel în  Camille Claudel
  - Catherine Deneuve pentru rolul France în  Drôle d'endroit pour une rencontre
  - Charlotte Gainsbourg pentru rolul Janine Castang în  La Petite Voleuse
  - Isabelle Huppert pentru rolul Marie Latour în  Une affaire de femmes
  - Miou-Miou pentru rolul Constance/Marie în  La Lectrice

## Anii 1990
- 1990: Carole Bouquet pentru rolul Florence Barthélémy în  Trop belle pour toi
  - Sabine Azéma pentru rolul Irène de Courtil în  La Vie et rien d'autre
  - Josiane Balasko pentru rolul Colette Chevassu în  Trop belle pour toi
  - Emmanuelle Béart pentru rolul Marie în  Les Enfants du désordre
  - Sandrine Bonnaire pentru rolul Alice în  Monsieur Hire

- 1991: Anne Parillaud pentru rolul Nikita în  Nikita
  - Nathalie Baye pentru rolul Camille Valmont în  Un week-end sur deux
  - Anne Brochet pentru rolul Madeleine Robin dite Roxane în  Cyrano de Bergerac
  - Tsilla Chelton pentru rolul Tatie Danielle în  Tatie Danielle
  - Miou-Miou pentru rolul Camille în  Milou en mai

- 1992: Jeanne Moreau pentru rolul Lady M. în  La vieille qui marchait dans la mer
  - Emmanuelle Béart pentru rolul Marianne în  La Belle Noiseuse
  - Juliette Binoche pentru rolul Michèle Stalens în  Les Amants du Pont-Neuf
  - Anouk Grinberg pentru rolul Joëlle în  Merci la vie
  - Irène Jacob pentru rolul Weronika/Véronique în  La Double Vie de Véronique

- 1993: Catherine Deneuve pentru rolul Eliane Devries în  Indochine
  - Anémone pentru rolul Mélanie în  Le Petit Prince a dit
  - Emmanuelle Béart pentru rolul Camille în  Un cœur en hiver
  - Juliette Binoche pentru rolul Anna Barton în  Fatale
  - Caroline Cellier pentru rolul Camille în  Le Zèbre

- 1994: Juliette Binoche pentru rolul Julie Vignon-de-Courcy în  Trois Couleurs : Bleu
  - Sabine Azéma pentru rolul Celia Teasdale/Sylvie Bell/Irene Pridworthy/Rowena Coombes/Josephine Hamilton în  Smoking / No smoking
  - Josiane Balasko pentru rolul Irène în  Tout le monde n'a pas eu la chance d'avoir des parents communistes
  - Catherine Deneuve pentru rolul Émilie în  Ma saison préférée
  - Anouk Grinberg pentru rolul Victorine în  Un, deux, trois, soleil
  - Miou-Miou pentru rolul Maheude în  Germinal

- 1995: Isabelle Adjani pentru rolul Marguerite de France în  La Reine Margot
  - Anémone pentru rolul Maxime Chabrier în  Pas très catholique
  - Sandrine Bonnaire pentru rolul Jeanne d'Arc în  Jeanne la Pucelle
  - Isabelle Huppert pentru rolul Anne în  La Séparation
  - Irène Jacob pentru rolul Valentine Dussaut în  Trois Couleurs : Rouge

- 1996: Isabelle Huppert pentru rolul Jeanne în  La Cérémonie
  - Sabine Azéma pentru rolul Nicole Bergeade în  Le bonheur est dans le pré
  - Emmanuelle Béart pentru rolul Nelly în  Nelly et Monsieur Arnaud
  - Juliette Binoche pentru rolul Pauline de Théus în  Le Hussard sur le toit
  - Sandrine Bonnaire pentru rolul Sophie în  La Cérémonie

- 1997: Fanny Ardant pentru rolul Evelyne dite "Eva" în  Pédale douce
  - Catherine Deneuve pentru rolul Marie Leblanc în  Les Voleurs
  - Charlotte Gainsbourg pentru rolul Marie în  Love, etc.
  - Anouk Grinberg pentru rolul Marie Abarth în  Mon homme
  - Marie Trintignant pentru rolul Marie Benjamin în  Le Cri de la soie

- 1998: Ariane Ascaride pentru rolul Jeannette în  Marius et Jeannette
  - Sabine Azéma pentru rolul Odile Lalande în  On connaît la chanson
  - Marie Gillain pentru rolul Aurore de Nevers în  Le Bossu
  - Sandrine Kiberlain pentru rolul Mathilde în  Le Septième Ciel
  - Miou-Miou pentru rolul Nicole în  Nettoyage à sec

- 1999: Élodie Bouchez pentru rolul Isabelle Tostin dite "Isa" în  La Vie rêvée des anges
  - Catherine Deneuve pentru rolul Marianne în  Place Vendôme
  - Isabelle Huppert pentru rolul Dominique în  L'École de la chair
  - Sandrine Kiberlain pentru rolul France Robert în  À vendre
  - Marie Trintignant pentru rolul Jeanne în  Comme elle respire

## Anii 2000
- 2000: Karin Viard pentru rolul Emma în  Haut les coeurs !
  - Nathalie Baye pentru rolul Angèle în  Vénus Beauté (Institut)
  - Sandrine Bonnaire pentru rolul Marie Golovine în  Est-Ouest
  - Catherine Frot pentru rolul Pierrette Dumortier în  La Dilettante
  - Vanessa Paradis pentru rolul Adèle în  La Fille sur le pont

- 2001: Dominique Blanc pentru rolul Hélène în  Stand-by
  - Emmanuelle Béart pentru rolul Pauline în  Les Destinées sentimentales
  - Juliette Binoche pentru rolul Madame La în  La Veuve de Saint-Pierre
  - Isabelle Huppert pentru rolul Madame de Maintenon în  Saint-Cyr
  - Muriel Robin pentru rolul Marie-Line în  Marie-Line

- 2002: Emmanuelle Devos pentru rolul Carla Behm în  Sur mes lèvres
  - Catherine Frot pentru rolul Hélène în  Chaos
  - Isabelle Huppert pentru rolul Erika Kohut în  La Pianiste
  - Charlotte Rampling pentru rolul Marie Drillon în  Sous le sable
  - Audrey Tautou pentru rolul Amélie Poulain în  Le Fabuleux Destin d'Amélie Poulain

- 2003: Isabelle Carré pentru rolul Claire Poussin în  Se souvenir des belles choses
  - Fanny Ardant pentru rolul Pierrete în  Huit Femmes
  - Ariane Ascaride pentru rolul Marie-Jo în  Marie-Jo et ses deux amours
  - Juliette Binoche pentru rolul Rose în  Décalage horaire
  - Isabelle Huppert pentru rolul Augustine în  Huit Femmes

- 2004: Sylvie Testud pentru rolul Amélie în  Stupeur et Tremblements
  - Josiane Balasko pentru rolul Michèle Varin în  Cette femme-là
  - Nathalie Baye pentru rolul Carole în  Les Sentiments
  - Isabelle Carré pentru rolul Edith în  Les Sentiments
  - Charlotte Rampling pentru rolul Sarah Morton în  Swimming Pool

- 2005: Yolande Moreau pentru rolul Irène în  Quand la mer monte...
  - Maggie Cheung pentru rolul Emily în  Clean
  - Emmanuelle Devos pentru rolul Nora în  Rois et Reine
  - Audrey Tautou pentru rolul Mathilde în  Un long dimanche de fiançailles
  - Karin Viard pentru rolul Claire Rocher în  Le Rôle de sa vie

- 2006: Nathalie Baye pour le rôle du commandant Vaudieu în  Le Petit Lieutenant
  - Isabelle Carré pentru rolul Clair Gauthier în  Entre ses mains
  - Anne Consigny pentru rolul Françoise Rubion dite "Fanfan" în  Je ne suis pas là pour être aimé
  - Isabelle Huppert pentru rolul Gabrielle Hervey în  Gabrielle
  - Valérie Lemercier pentru rolul la princesse Armelle în  Palais Royal !

- 2007: Marina Hands pentru rolul Lady Chatterley în  Lady Chatterley
  - Cécile de France pentru rolul Jessica în  Fauteuils d'orchestre
  - Cécile de France pentru rolul Marion în  Quand j'étais chanteur
  - Catherine Frot pentru rolul Ariane Fouchécourt în  La Tourneuse de pages
  - Charlotte Gainsbourg pentru rolul Emma în  Prête-moi ta main

- 2008: Marion Cotillard pentru rolul Édith Piaf în  La Môme
  - Marina Foïs pentru rolul Catherine Nicolle dite "Darling" în  Darling
  - Catherine Frot pentru rolul Odette Toulemonde în  Odette Toulemonde
  - Isabelle Carré pentru rolul Anna M. în  Anna M.
  - Cécile de France pentru rolul Tania în  Un secret

- 2009: Yolande Moreau pentru rolul Séraphine Louis în  Séraphine
  - Catherine Frot pentru rolul Prudence Beresford în  Le crime est notre affaire
  - Kristin Scott Thomas pentru rolul Juliette Fontaine în  Il y a longtemps que je t'aime
  - Tilda Swinton pentru rolul Julia în  Julia
  - Sylvie Testud pentru rolul Françoise Sagan în  Sagan

## Anii 2010
- 2010: Isabelle Adjani pentru rolul Sonia Bergerac în  La Journée de la jupe
  - Dominique Blanc pentru rolul Anne-Marie în  L'Autre
  - Sandrine Kiberlain pentru rolul Véronique Chambon în  Mademoiselle Chambon
  - Kristin Scott Thomas pentru rolul Suzanne în  Partir
  - Audrey Tautou pentru rolul Gabrielle Chanel dite Coco Chanel în  Coco avant Chanel

- 2011: Sara Forestier pentru rolul Bahia Benmahmoud în  Le Nom des gens
  - Isabelle Carré pentru rolul Angélique în  Les Émotifs anonymes
  - Catherine Deneuve pentru rolul Suzanne Pujol în  Potiche
  - Charlotte Gainsbourg pentru rolul Dawn O'Neil în  L'Arbre
  - Kristin Scott Thomas pentru rolul Julia Jarmond în  Elle s'appelait Sarah

- 2012: Bérénice Bejo pentru rolul Peppy Miller în  The Artist
  - Ariane Ascaride pentru rolul Marie-Claire în  Les Neiges du Kilimandjaro
  - Leïla Bekhti pentru rolul Leïla în  La Source des femmes
  - Valérie Donzelli pentru rolul Juliette în  La guerre est déclarée
  - Marina Foïs pentru rolul Iris în  Polisse
  - Marie Gillain pentru rolul Claire în  Toutes nos envies
  - Karin Viard pentru rolul Nadine în  Polisse

- 2013: Emmanuelle Riva pentru rolul Anne în  Amour
  - Marion Cotillard pentru rolul Stéphanie în  De rouille et d'os
  - Catherine Frot pentru rolul Hortense Laborie în  Les Saveurs du palais
  - Noémie Lvovsky pentru rolul Camille în  Camille redouble
  - Corinne Masiero pentru rolul Louise Wimmer în  Louise Wimmer
  - Léa Seydoux pentru rolul Sidonie Laborde în  Les Adieux à la reine
  - Hélène Vincent pentru rolul Yvette Evrard în  Quelques heures de printemps

- 2014: Sandrine Kiberlain pentru rolul Ariane Felder în  9 mois ferme
  - Fanny Ardant pentru rolul Caroline în  Les Beaux Jours
  - Bérénice Bejo pentru rolul Marie în  Le Passé
  - Catherine Deneuve pentru rolul Bettie în  Elle s'en va
  - Sara Forestier pentru rolul Suzanne în  Suzanne
  - Emmanuelle Seigner pentru rolul Vanda în  La Vénus à la fourrure
  - Léa Seydoux pentru rolul Emma La Vie d'Adèle

- 2015: Adèle Haenel pentru rolul Madeleine în  Les Combattants
  - Juliette Binoche pentru rolul Maria Enders în  Sils Maria
  - Marion Cotillard pentru rolul Sandra Bya în  Deux jours, une nuit
  - Catherine Deneuve pentru rolul Mathilde în  Dans la cour
  - Émilie Dequenne pentru rolul Jennifer în  Pas son genre
  - Sandrine Kiberlain pentru rolul Muriel Bayen în  Elle l'adore
  - Karin Viard pentru rolul Gigi Bélier La Famille Bélier

- 2016: Catherine Frot pentru rolul Marguerite Dumont în Marguerite
  - Loubna Abidar pentru rolul Noha în Much Loved
  - Emmanuelle Bercot pentru rolul Tony în  Mon roi
  - Cécile de France pentru rolul Carole în  La Belle Saison
  - Catherine Deneuve pentru rolul Florence Blaque în  La Tête haute
  - Isabelle Huppert pentru rolul Isabelle în  Valley of Love
  - Soria Zeroual pentru rolul Fatima în Fatima

- 2017: Isabelle Huppert pentru rolul Michèle Leblanc în Elle
  - Judith Chemla pentru rolul Jeanne du Pertuis des Vauds în Une vie
  - Marion Cotillard pentru rolul Gabrielle în  Mal de pierres
  - Virginie Efira pentru rolul Victoria Spick în  Victoria
  - Marina Foïs pentru rolul Constance în  Irréprochable
  - Sidse Babett Knudsen pentru rolul Irène Frachon în  La Fille de Brest
  - Soko pentru rolul Loïe Fuller în La Danseuse

- 2018: Jeanne Balibar pentru rolul Brigitte în Barbara
  - Juliette Binoche pentru rolul Isabelle în Un beau soleil intérieur
  - Emmanuelle Devos pentru rolul Emmanuelle Blachey în  Numéro une
  - Marina Foïs pentru rolul Olivia în  L'Atelier
  - Charlotte Gainsbourg pentru rolul Nina Kacew în  La Promesse de l'aube
  - Doria Tillier pentru rolul Sarah Adelman în  Monsieur et Madame Adelman
  - Karin Viard pentru rolul Nathalie Pécheux în Jalouse

- 2019: Léa Drucker pentru rolul Miriam Besson în Jusqu'à la garde
  - Élodie Bouchez pentru rolul Alice în Pupille
  - Cécile de France pentru rolul Madame de La Pommeraye în  Mademoiselle de Joncquières
  - Virginie Efira pentru rolul Rachel Schwartz în  Un amour impossible
  - Adèle Haenel pentru rolul Yvonne Santi în  En liberté!
  - Sandrine Kiberlain pentru rolul Karine în  Pupille
  - Mélanie Thierry pentru rolul Marguerite Duras în La Douleur

## Anii 2020
- 2020: Anaïs Demoustier pentru rolul Alice Heimann în Alice et le Maire
  - Eva Green pentru rolul Sarah Loreau în Proxima
  - Adèle Haenel pentru rolul Héloïse în  Portrait de la jeune fille en feu
  - Chiara Mastroianni pentru rolul Maria Mortemart în  Chambre 212
  - Noémie Merlant pentru rolul Marianne în  Portrait de la jeune fille en feu
  - Doria Tillier pentru rolul Margot în  La Belle Époque
  - Karin Viard pentru rolul Louise în Chanson douce

- 2021: Laure Calamy pentru rolul Antoinette în Antoinette dans les Cévennes
  - Martine Chevallier pentru rolul Madeleine  în Deux
  - Virginie Efira pentru rolul Suze Trappet în  Adieu les cons
  - Camélia Jordana pentru rolul Daphné în  Les Choses qu'on dit, les choses qu'on fait
  - Barbara Sukowa pentru rolul Nina Dorn în  Deux